# Pililla, Rizal
Pililla là một đô thị hạng 2 ở tỉnh Rizal, Philippines. Theo điều tra dân số năm 2007, đô thị này có dân số 58.525 người.

## Barangay
Pililla được chia thành 9 barangay.
- Bagumbayan (Pob.)
- Halayhayin
- Hulo (Pob.)
- Imatong (Pob.)
- Malaya
- Niogan
- Quisao
- Wawa (Pob.)
- Takungan (Pob.)